# Вохтома (посёлок)
Вохтома — поселок в Парфеньевском районе Костромской области.

## География
Находится в центральной части Костромской области приблизительно в 23 км по прямой на север от центра района села Парфеньево на левом берегу реки Вохтома.

## История
Посёлок официально образован в 1953 году. В первые годы существования поселка было построено около сорока щитовых и несколько десятков брусовых домов. В 1958 году в поселке проживало около 2 тысяч человек. 1990-х годах производство прекратилось, в 2001 году была разобрана узкоколейная железная дорога. До 2021 года входил в Матвеевское сельское поселение.

## Население
Постоянное население составляло 425 человек в 2002 году (русские 93 %), 333 в 2022.